# Diplectrona bulla
Diplectrona bulla är en nattsländeart som beskrevs av Keith A.J. Wise 1958. Diplectrona bulla ingår i släktet Diplectrona och familjen ryssjenattsländor. Inga underarter finns listade i Catalogue of Life.